# Département de Batna
Pour les articles homonymes, voir Batna (homonymie).

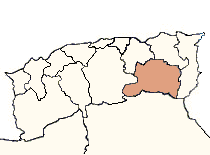
Localisation du département de Batna.

Le département de Batna est un département français d'Algérie entre 1957 et 1962.
Considérée depuis le 4 mars 1848 comme partie intégrante du territoire français, l'Algérie est organisée administrativement de la même manière que la France métropolitaine. C'est ainsi que pendant une centaine d'années, la ville de Batna, fut une sous-préfecture du département de Constantine, et ce jusqu'au 20 mai 1957. À cette date ledit département est amputé de sa partie méridionale, afin de répondre à l'accroissement important de la population algérienne au cours des années écoulées.
Le département de Batna fut donc créé à cette date, et couvrait une superficie de 38 494 km2 sur laquelle résidaient 529 532 habitants et possédait cinq sous-préfectures : Arris, Barika, Biskra, Corneille et Khenchela.
Le département de Batna fut maintenu après l'indépendance de l'Algérie, et devint la wilaya de Batna en 1968.
Comme indiqué sur la carte ci-jointe, le département de Batna était autrefois répertorié par l'index 9B.

## Liste des préfets
| Période          | Période         | Identité        | Fonction précédente                                  | Observation                               |
| ---------------- | --------------- | --------------- | ---------------------------------------------------- | ----------------------------------------- |
| 20 novembre 1956 | 25 mars 1957    | Joseph Lenoir   | Secrétaire général de la préfecture de Batna         | Nommé directeur au ministère de l'Algérie |
| 28 décembre 1957 | 16 février 1958 | Gaston Parlange | Général de division pendant la Guerre d'Algérie      | À la disposition du ministre de l'Algérie |
| 16 février 1958  | 25 août 1958    | Georges Joseph  | Secrétaire général de la préfecture du Pas-de-Calais | Nommé préfet de l'Ariège                  |
| 25 août 1958     | 19 février 1960 |                 |                                                      |                                           |
| 19 février 1960  | 22 février 1961 | Mahdi Belhaddad | Sous-préfet d'Aïn-Beïda                              | Nommé préfet de Constantine               |
| 22 février 1961  | 9 mai 1962      | Georges Tabti   | Officier d'infanterie                                | Nommé préfet d'Orléansville               |